# Mama Said (альбом)
Mama Said — второй студийный альбом американского певца Ленни Кравица, вышедший в 1991 году на лейбле Virgin Records.

## Об альбоме
«Mama Said» Кравиц записывал в 1991 году, во время бракоразводного процесса. Почти все песни пронизаны тонами грусти и переживаний, однако альбом был прекрасно встречен, а некоторые композиции возглавили национальные хит-парады.

## Список композиций
Автор всех песен, кроме отмеченных, Ленни Кравиц.
1. «Fields of Joy» — 4:03 (Kamen, Fredricks, аранжировка Neslund, Kravitz)
2. «Always on the Run» — 3:57 (Kravitz, Slash)
3. «Stand by My Woman» — 4:16 (Kravitz, Hirsch, Pasch, Krizan)
4. «It Ain't Over 'til It's Over» — 3:55
5. «More Than Anything In This World» — 3:43
6. «What Goes Around Comes Around» — 4:40
7. «The Difference Is Why» — 4:48
8. «Stop Draggin' Around» — 2:37
9. «Flowers for Zoë» — 2:45
10. «Fields of Joy (Reprise)» — 3:57 (Kamen, Fredricks, аранжировка Kravitz)
11. «All I Ever Wanted» — 4:04 (Kravitz, Шон Леннон)
12. «When the Morning Turns to Night» — 2:58
13. «What the Fuck Are We Saying?» — 5:13
14. «Butterfly» — 1:50

## Участники записи
- Slash — гитарное соло (треки — 1 и 2)
- Karl Denson — саксофон (треки — 2,3,6 и 13)
- Butch Tomas — саксофон (трек 2)
- Henry Hirsch — bass1
- Phenix Horns — horns on track 4
- Engineering by David Domanich and Henry Hirsch
- Mastered by Greg Calbi at Sterling Sound Studios
- Mixed by Henry Hirsch at Waterfron Studios
- Художественное руководство — Melanie Nissen
- Artwork Design by Tom Bouman
- Фотограф — James Colderaro